# Агатаум
Агатаум (від лат. Agataumas — «велике диво») — рід динозаврів родини Цератопсиди, що жили 70—65 млн років тому (середина кампанського — кінець маастрихського ярусу пізнього крейдяного періоду) на території нинішньої Північної Америки. Мав довжину 9 метрів, висоту 3 метри й вагу 5 тонн. Скам'янілості агатаума були знайдені в окрузі Суітуотер (Sweetwater округ) штату Вайомінг. Вперше описаний палеонтологом Копом в 1874 р. Представлений одним видом — Agathaumas sylvestris.

## Історія відкриття

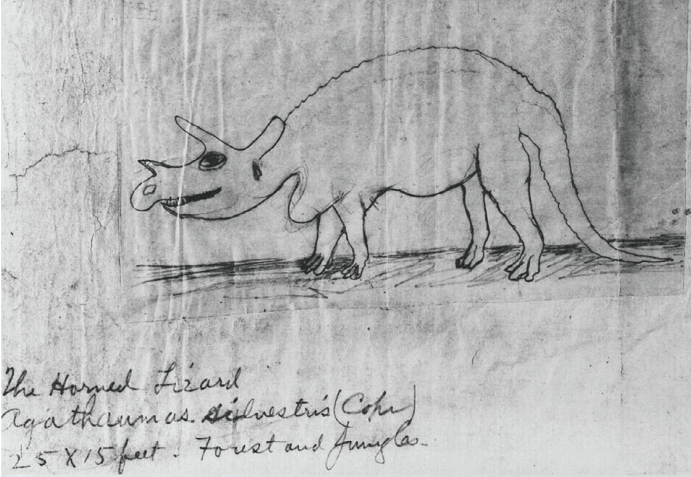
Замальовка Копа — агатаум, заснований на трицератопсі

Рештки агатаума виявив американський вчений Ф. Меек у 1873 р. при розкопках в штаті Вайомінг (США). Він повідомив про це відомому палеонтологу Едварду Копу, який негайно прибув на місце і зайнявся вивченням знахідки. Назву свою — «величезне здивування» — агатаум отримав тому, що вчені були дуже вражені розмірами тварини. У 1897 році художник Чарльз Найт на замовлення Е. Копа зробив ряд малюнків ящера, які в 1925 р. послужили Уіллісу О'Брайну основою для створення образу агатаума у фільмі «Загублений світ».

## Види
Типовий:
- Agathaumas sylvestris Cope, 1872

Види, які спочатку відносили до Agathaumas:
- A. flabellatus (Marsh, 1889/Scott, 1900); включено до Triceratops horridus.
- A. milo (Cope, 1874); включено до Thespesius occidentalis.
- A. monoclonius (Breihaupt, 1994); nomen dubium, включено до Monoclonius sphenocerus.
- A. mortuarius (Cope, 1874/Hay, 1902); nomen dubium, включено до Triceratops horridus.
- A. prorsus (Marsh, 1890/Lydekker, 1893); включено до Triceratops prorsus.
- A. sphenocerus (Cope, 1890); nomen dubium, включено до Monoclonius sphenocerus.